# Исследовательский институт космических технологий TÜBİTAK
Исследовательский институт космических технологий Научного и технологического исследовательского совета Турции (тур. TÜBİTAK Uzay Teknolojileri Araştırma Enstitüsü, TÜBİTAK UZAY) — турецкий научно-исследовательский институт.

## История
Исследовательский институт космических технологий создан в 1985 году для проведения научно-исследовательских и опытно-конструкторских работ в области космической техники, электроники, информационных технологий и ряде смежных областей.
Целью института являлось закрепление позиций Турции в космосе и высокотехнологичных отраслях в целом. 
Институт создан благодаря сотрудничеству Совета Турции по научно-техническим исследованиям (TÜBİTAK) и Анкарского университета. 
Первоначально назывался «Научно-исследовательский институт электроники в Анкаре» и располагался в кампусе Ближневосточного технического университета. 
В 1995 году институт был переименован. В России он также известен как Научно-исследовательский институт космических технологий Совета научно-технических исследований Турции.
С 1998 года переехал в новое здании в университетском городке. 

## Деятельность
Институт ведёт свою работу в проектах, являющихся приоритетными для национального исследовательского сообщества, а также оказывает помощь турецкой промышленности в решении технических проблем, возникающих при проектировании сложный современных систем.
Институт уделяет особое внимание развитию потенциала в проектировании мини-спутников, в производстве и испытании подобных систем, а также в турецкой космической программе. Он работает совместно с турецкой аэрокосмической промышленностью и рядом представителей международного сообщества. Поскольку Турция планирует построить космодром для запусков собственных космических аппаратов, роль Института в последние годы возрастает.
В институте работают 235 сотрудников, из которых 151 являются исследователями, остальные — персоналом технической поддержки. Из них: 54 являются студентами, 91 — выпускниками профильных высших учебных заведений, 27 — кандидатами наук. В институте работают 133 инженера в сфере электроники, 22 инженера в области вычислительной техники, 7 промышленных инженеров и 34 исследователя из других областей.
Среди проектов большое внимание уделяется основным космическим технологиям (спутниковым системам и их подсистемам, спутниковым наземным станциям, испытательному оборудованию и интеграционным системам), электронике (системам связи, проектированию электронных систем электроники, электрооптическому оборудованию и полезной нагрузке космических миссий, высокоскоростному цифровому дизайну), программному обеспечению (системам компьютерного зрения, системам обработки и распознавания речи, распознаванию образов, дистанционному зондированию, мультимедийным технологиям, интеллектуальному анализу данных и машинному обучению, обработке естественного языка и искусственному интеллекту). 
В сферу интересов института также входит силовая электроника (системы питания и компенсации, электрические приводы двигателем, импульсные источники питания, возобновляемые источники энергии), системы электрозащиты (электрические системы передачи, стратегические исследования и разработки в области автоматизации, диспетчерское управление и сбор данных).

## Сотрудничество
Институт является членом Азиатско-тихоокеанской организации по космическому сотрудничеству, Международного общества фотограмметрии и дистанционного зондирования, Спутниковой системы мониторинга чрезвычайных ситуаций (Disaster Monitoring Constellation for International Imaging), Комитета по спутникам наблюдения Земли, Международного консультативного комитета по космическим системам передачи данных (Consultative Committee for Space Data Systems), Europractice IC Service.
Двенадцать исследовательских групп института космических технологий сотрудничают с НАТО в области создания и использования наиболее современного технологического оборудования и инструментов. 
В проектах Института также участвуют EUREKA и Всемирный банк. Работа по совместным научно-исследовательским проектам ведётся с национальными организациями, работающими в государственном секторе.

## Проекты
Исследовательский институт космических технологий участвовал в качестве ведущей научно-исследовательской организации в создании турецких спутников оптического дистанционного зондирования RASAT (2011) и Göktürk-2 (2013).
По состоянию на 2017 года, RASAT и GÖKTÜRK-2 все ещё были на орбите и активно эксплуатировались как самим институтом, так и вооружёнными силами Туреции. 
В настоящее время Институт разрабатывает подсистемы для национальных спутников дистанционного зондирования более высокого разрешения. Он также выступает в роли главного подрядчика при разработке турецких спутников связи следующего поколения для компании Türksat. Первый из них, известный как Türksat 6A, планируется запустить в 2023 году.